# Tropidia schlechteriana
Tropidia schlechteriana är en orkidéart som beskrevs av Johannes Jacobus Smith. Tropidia schlechteriana ingår i släktet Tropidia och familjen orkidéer. Inga underarter finns listade i Catalogue of Life.